# Eperrais
Eperrais (epɛʁːɛ) est une ancienne commune française, située dans le département de l'Orne en région Normandie, peuplée de 105 habitants, devenue le 1er janvier 2017 une commune déléguée au sein de la commune nouvelle de Belforêt-en-Perche.

## Géographie
La commune est dans le Perche. Son bourg est à 6 km au nord de Bellême, à 11 km à l'est de Pervenchères, à 11 km au sud de Mortagne-au-Perche et à 19 km à l'ouest de Rémalard.
| Le Pin-la-Garenne   | Le Pin-la-Garenne             | Mauves-sur-Huisne                                    |
| Bellavilliers       | Eperrais                      | Saint-Ouen-de-la-Cour                                |
| Le Gué-de-la-Chaîne | Saint-Martin-du-Vieux-Bellême | Saint-Ouen-de-la-Cour, Saint-Martin-du-Vieux-Bellême |

## Toponymie
Le nom de la localité est attesté sous les formes Eperrais, Esperreitum en 1032-1064
Le toponyme pourrait être issu du germanique sparra, « pièce de bois », « poutre ».

## Histoire
La commune nouvelle de Belforêt-en-Perche voit le jour à la suite du regroupement des communes d'Eperrais, du Gué-de-la-Chaîne, d'Origny-le-Butin, de la Perrière, de Saint-Ouen-de-la-Cour et de Sérigny le 1er janvier 2017. Son chef-lieu se situe au Gué-de-la-Chaîne.

## Politique et administration
| Période                                  | Période   | Identité        | Étiquette | Qualité     |
| ---------------------------------------- | --------- | --------------- | --------- | ----------- |
|                                          |           | Paul de Chazot  |           |             |
| ?                                        | mars 2001 | Bernard Bourgon |           |             |
| mars 2001                                | En cours  | Guy Suzanne     | SE        | Agriculteur |
| Les données manquantes sont à compléter. |           |                 |           |             |

Le conseil municipal est composé de onze membres dont le maire et deux adjoints.

## Démographie
L'évolution du nombre d'habitants est connue à travers les recensements de la population effectués dans la commune depuis 1793. À partir du 1er janvier 2009, les populations légales des communes sont publiées annuellement dans le cadre d'un recensement qui repose désormais sur une collecte d'information annuelle, concernant successivement tous les territoires communaux au cours d'une période de cinq ans. 
Pour les communes de moins de 10 000 habitants, une enquête de recensement portant sur toute la population est réalisée tous les cinq ans, les populations légales des années intermédiaires étant quant à elles estimées par interpolation ou extrapolation. Pour la commune, le premier recensement exhaustif entrant dans le cadre du nouveau dispositif a été réalisé en 2006,.
En 2021, la commune comptait 105 habitants, en évolution de −8,7 % par rapport à 2015 (Orne : −1,53 %, France hors Mayotte : +2,49 %).
Eperrais a compté jusqu'à 778 habitants en 1806.
| 1793 | 1800 | 1806 | 1821 | 1836 | 1841 | 1846 | 1851 | 1856 |
| ---- | ---- | ---- | ---- | ---- | ---- | ---- | ---- | ---- |
| 651  | 701  | 778  | 636  | 685  | 648  | 664  | 639  | 609  |

| 1861 | 1866 | 1872 | 1876 | 1881 | 1886 | 1891 | 1896 | 1901 |
| ---- | ---- | ---- | ---- | ---- | ---- | ---- | ---- | ---- |
| 582  | 543  | 490  | 459  | 407  | 400  | 384  | 346  | 309  |

| 1906 | 1911 | 1921 | 1926 | 1931 | 1936 | 1946 | 1954 | 1962 |
| ---- | ---- | ---- | ---- | ---- | ---- | ---- | ---- | ---- |
| 271  | 253  | 249  | 216  | 233  | 213  | 201  | 209  | 190  |

| 1968 | 1975 | 1982 | 1990 | 1999 | 2006 | 2011 | 2016 | 2020 |
| ---- | ---- | ---- | ---- | ---- | ---- | ---- | ---- | ---- |
| 182  | 137  | 133  | 134  | 110  | 114  | 109  | 115  | 107  |

## Lieux et monuments

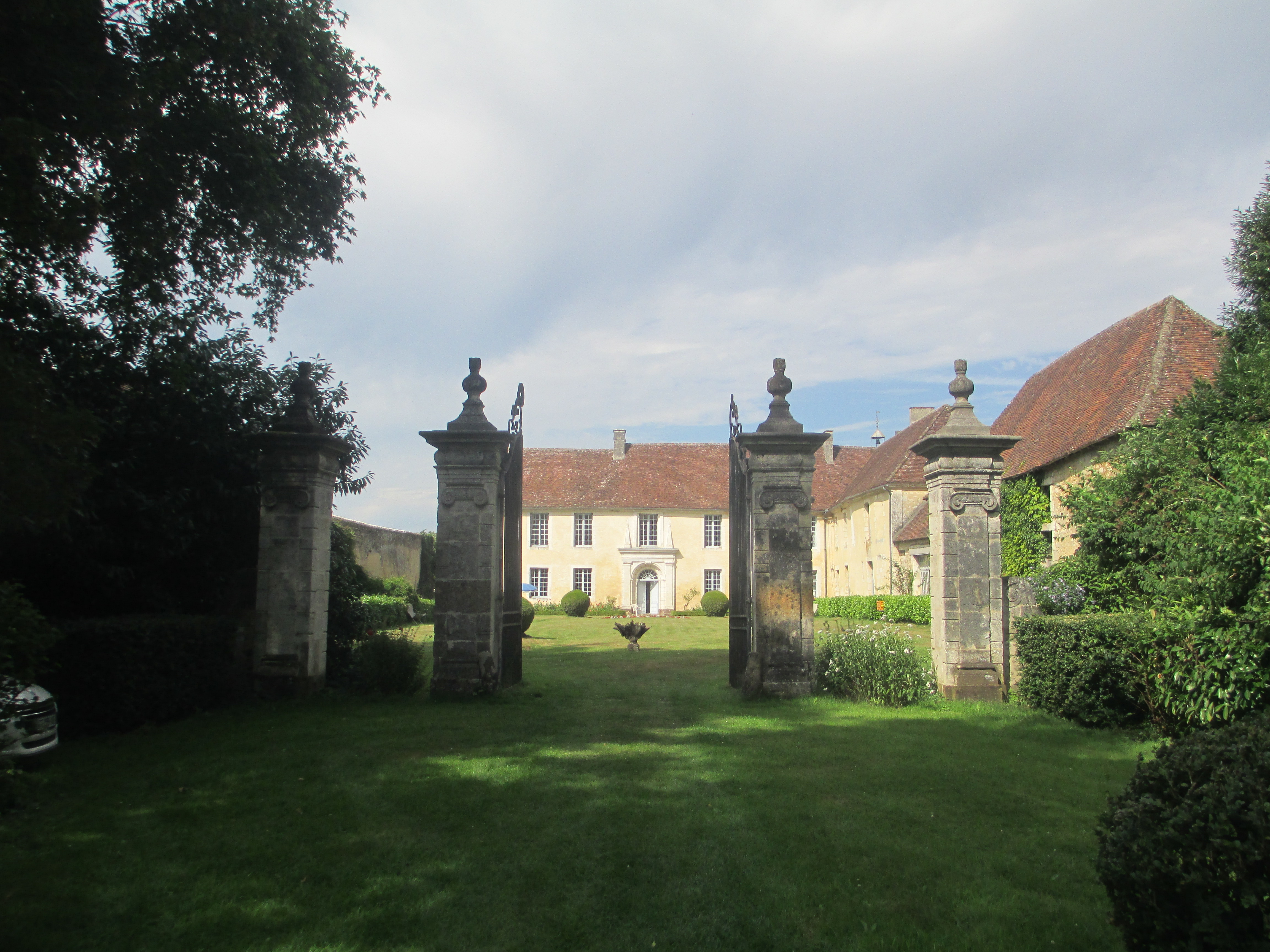
Prieuré de Chênegallon.

- Église Saint-Pierre-et-Saint-Paul.
- Presbytère, de la fin du XVIIIe siècle (dès le 3 mars 1788), sous la cure de l'abbé François Briquet[13].
- Prieuré de Chênegallon (ancien), du XVIIe siècle, inscrit au titre des Monuments historiques[14].
- Fontaine gallo-romaine de la Herse.